# Уразкаси
Уразка́си (рос. Уразкасы, чув. Ураскасси) — присілок у складі Янтіковського району Чувашії, Росія. Входить до складу Алдіаровського сільського поселення.
Населення — 310 осіб (2010; 326 у 2002).
Національний склад:
- чуваші — 99 %